# Herbert Lyon
Herbert Ernest Saxon Bertie Cordey Lyon (Mosborough, 18 maggio 1875 – Tredegar, 4 marzo 1961) è stato un calciatore inglese, di ruolo attaccante.

## Carriera
Approda ufficialmente nel calcio professionistico nel 1899 giocando nel Leicester City. Nel marzo 1900, durante una gara contro il Bolton, ebbe modo di giocare per la prima volta come portiere, riuscendo a mantenere la porta inviolata. Dopo un'annata passata nella Lancashire League con il Nelson FC, viene ingaggiato dal Watford, militante in First Division. Termina la sua unica stagione agli Hornets divenendo capocannoniere della squadra con 14 reti in 32 partite. 
Ha successivamente militato nel Reading, prima di approdare al West Ham Utd appena un anno dopo. Dopodiché passa al Brighton, dove viene ricordato principalmente per esser stato vittima di un episodio alquanto discutibile: durante una gara contro il West Ham, il portiere avversario Matt Kingsley lo colpì ripetutamente con una serie di calci, venendo espulso per questo. Termina la propria carriera calcistica nel 1909.